# St. Anna (Schondorf am Ammersee)

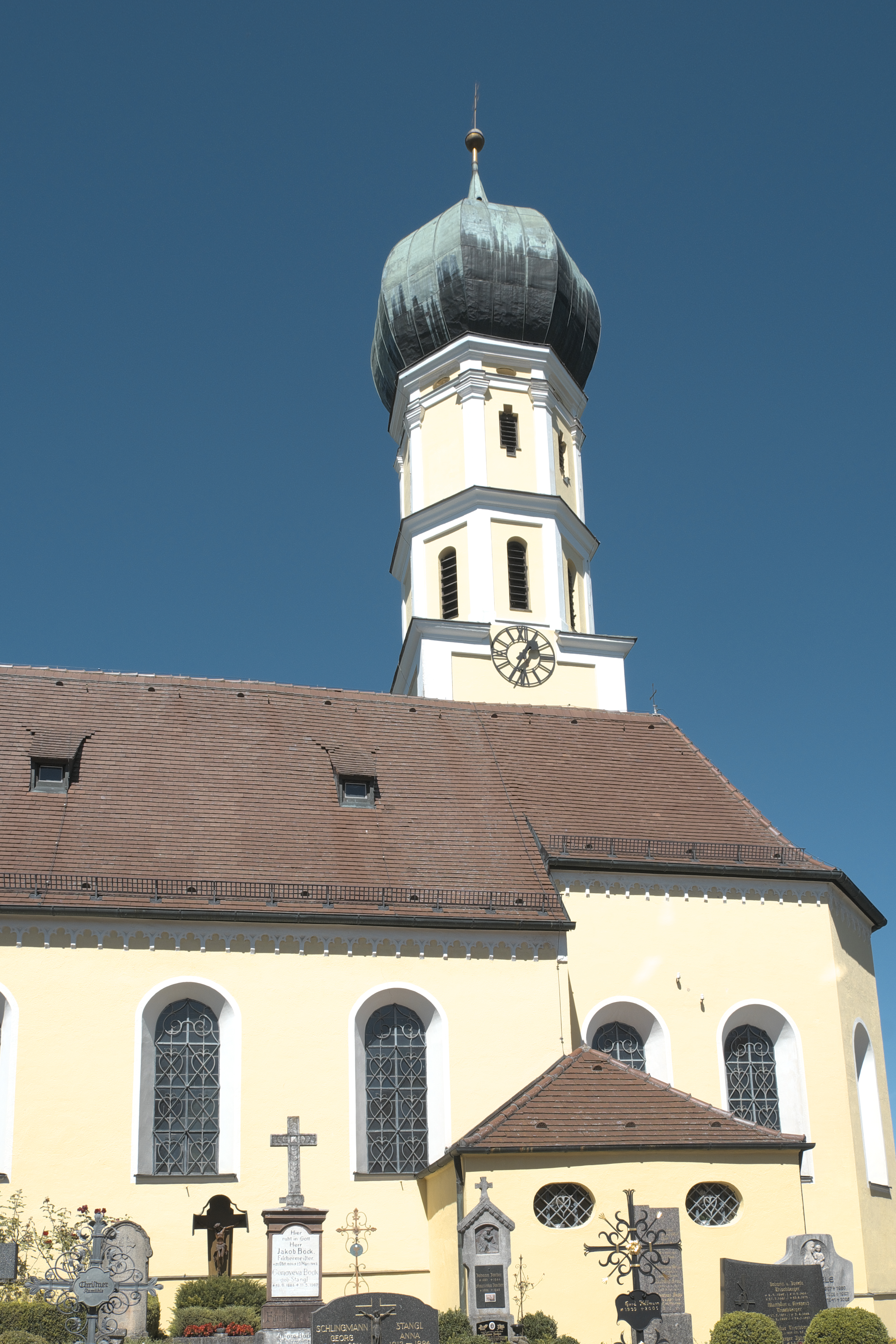
St. Anna in Schondorf am Ammersee

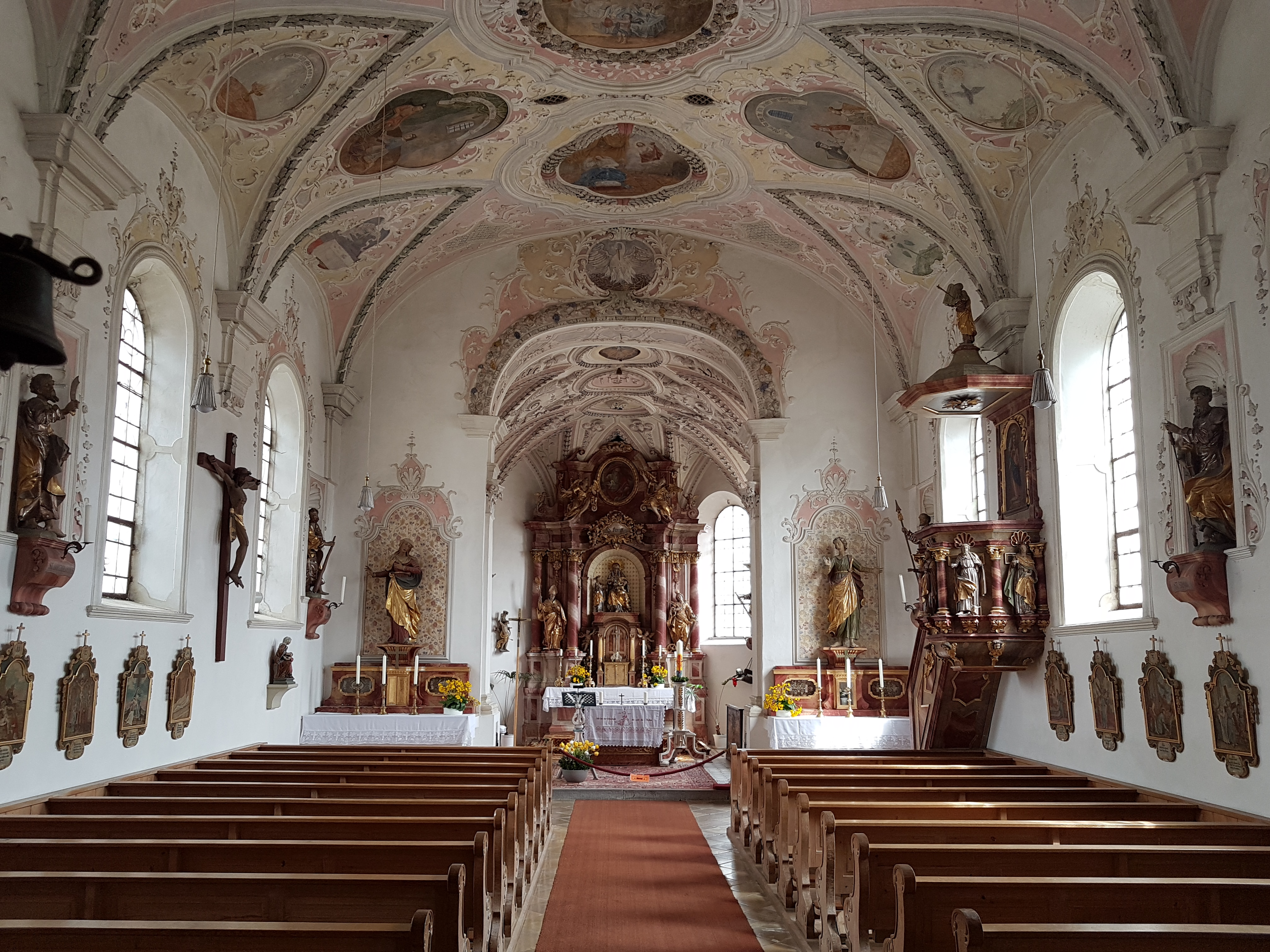
Blick zum Chor

Die römisch-katholische Filialkirche St. Anna steht in der Gemeinde Schondorf am Ammersee im oberbayerischen Landkreis Landsberg am Lech. Sie ist in der Liste der Baudenkmäler in Schondorf am Ammersee als Baudenkmal unter der Nr. D-1-81-139-1 eingetragen. Sie gehört zum Dekanat Landsberg im Bistum Augsburg.

## Beschreibung
Die spätgotische Saalkirche wurde im Kern 1499 erbaut. Sie besteht aus dem 1737 barock umgestalteten Langhaus, dem eingezogenen, dreiseitig geschlossenen Chor im Osten und dem Chorflankenturm auf quadratischem Grundriss an der Nordwand des Chors. Der mit einer Zwiebelhaube bedeckte Turm wurde 1716 um die beiden achteckigen Obergeschosse erhöht, von denen das untere den Glockenstuhl enthält. 
Der um 1680 eingebrachte Stuck im Innenraum des Chors wird Johann Schmuzer zugeschrieben. Den um 1725 gebauten Hochaltar aus Stuckmarmor hat Franz Xaver Schmuzer ursprünglich für das Kloster Wessobrunn gebaut. Die Brüstungsorgel wurde um 1830 von einem unbekannten Orgelbauer erbaut.